# Ron Johnstonbaugh
Ronald "Ron" Johnstonbaugh est un pilote automobile de rallyes américain, de Wadsworth dans l'Ohio.

## Biographie
Tout jeune, il commence par des compétitions de moto en endurance, en 1983 à Akon (Ohio).
Son copilote depuis 1995 a toujours été Jack von Kaenel de Arlington, en Virginie (le seul des deux à avoir été déclaré champion des États-Unis de Classe E des Rallyes, en 1999 (avec alors Bob Morseburg), et 2006, et de Classe S en 1993 avec alors pour pilote Jim O'Connor).
Ils ont concouru sur Mitsubishi Eclipse GSX (1995 - 2002), puis Subaru Impreza WRX (2002 - 2011 (en cours)).

## Palmarès commun

### Titres
- Champions des États-Unis des Rallyes (RoadRally): en 2001, en classe E, la principale[1](Greg Lester, d'Akron, étant l'autre copilote parfois durant la saison);
- Champions des États-Unis des Rallyes National Touring: en 2002;
- Participent à la victoire de Subaru au championnat des États-Unis des Marques en 2004, 2005 et 2006;
- 1ers des Winter series SSCA (Sports Car Club of America - USA) (véritable championnat d'hiver des États-Unis) en 2011 (3 épreuves remportées sur 6 inscrites).

### Quelques victoires significatives
- 5 Rallye Press on Regardless de Détroit (Michigan): en 2001, 2002, 2003, 2005 et 2010 (record, partagé avec John Buffum) (SCCA RallyPRO);
- Rallye The Road Not Taken de l'Oregon:  en 2002 (SCCA National Touring Rally);
- Rallye Winter Challenge de Barre (Vermont)) (US): en 2006 (SCCA RallyPRO);
- Rallye Johnny Appleseed (Ohio) : en 2006 (SCCA RallyPRO);
- Rallye Moonlight Monte Tour de Détroit (MI): en 2006 (SCCA RallyPRO);
- 8e Rallye Sno*Drift de Waterford (Michigan):  en 2006 (SCCA RallyPRO);
- 13e Rallye Son so Sno*Drift de Waterford (MI):  en 2011 (saison 2011: épreuve incluse dans la première édition des Winter series SCCA);
- Rallye Long Way Home de Piffard (New York (état)| État de New York): en 2011 (Winter series SCCA);
- Rallye Ohio Winter de Solon: en 2011 (Winter series SCCA);
  - 2e du Rallye Winter Challenge (Barre - VE) en 2011 (Winter series SSCA).